# La Magdalena (Quito)
La Magdalena ist ein Stadtteil von Quito und eine Parroquia urbana in der Verwaltungszone Eloy Alfaro im Kanton Quito der ecuadorianischen Provinz Pichincha. Die Fläche beträgt etwa 307 ha. Die Einwohnerzahl lag im Jahr 2019 bei 37.008.

## Lage
Die Parroquia La Magdalena liegt südzentral in Quito 3 km südsüdwestlich vom Stadtzentrum auf einer Höhe von etwa 2820 m. Der Río Machángara durchquert das Areal in nördlicher Richtung. Nordnordöstlich von La Magdalena erhebt sich der Hügel El Panecillo. Die Avenida Pedro Vicente Maldonado (Fernstraße 28A) verläuft entlang der östlichen Verwaltungsgrenze. Die Avenida Mariscal Sucre begrenzt das Areal im Westen und im Nordwesten.
Die Parroquia La Magdalena grenzt im Osten an die Parroquia Chimbacalle, im Süden an die Parroquia San Bartolo, im Westen an die Parroquia Chilibulo sowie im Norden an die Parroquias La Libertad und Centro Histórico.

## Barrios
Die Parroquia ist in folgende Barrios gegliedert:
- Atahualpa Occidental
- Atahualpa Oriental
- Los Dos Puentes (südlicher Teil)
- Magdalena Central
- Santa Ana
- Villaflora